# Calumma tjiasmantoi
Espèce
Calumma tjiasmantoi est une espèce de reptiles de la famille des Chamaeleonidae.

## Répartition
| Localisation de Madagascar dans le Monde |

| Localisation de Madagascar dans le Monde |

Endémique de Madagascar, ce caméléon s’observe dans la région de Vatovavy-Fitovinany, à l’est de Madagascar.

## Description
Cette espèce est ovipare.

## Publication originale
- (en) David Prötzel, Mark D. Scherz, Fanomezana M. Ratsoavina, Miguel Vences et Frank Glaw, « Untangling the trees: Revision of the Calumma nasutum

complex (Squamata: Chamaeleonidae) », Senckenberg Gesellschaft für Naturforschung,‎ 4 février 2020 (DOI 10.26049/VZ70-1-2020-3, lire en ligne  [PDF])